# Travniški čmrlj
Travniški čmrlj (znanstveno ime Bombus humilis) je vrsta čmrljev, ki je razširjena po skoraj celotni Evropi zahodno od Rusije, z izjemo Irske in Islandije. Njegov življenjski prostor se razteza tudi preko Turčije in Tibeta do severne Kitajske.  V Veliki Britaniji je njegova populacija omejena na južni del Anglije. Zaradi podobnosti in deljenja istih habitatov je možna zamenjava z maharskim čmrljem.

## Opis
Travniški čmrlj je srednje velika vrsta čmrljev z relativno dolgim jezičkom. Samica je običajno dolga med 16 in 18 mm, delavke pa med 10 in 15 mm.
Oprsje je na zgornji strani običajno rumeno oranžne barve, boki so rjavkasto beli ali rjavi, večina spodnjega dela je običajno enake rjavkasto bele barve, ki ima včasih pasast vzorec. Tako matice kot delavke imajo običajno na zgornji strani trupa rjav pas, ki pa pri nekaterih delavkah včasih ni prisoten. Na oprsju v bližini kril se pojavlja nekaj (včasih le ena ali dve) črnih dlačic. Samci so podobni maticam, le da nimajo žela in imajo nekoliko daljše tipalnice.

## Življenjski cikel
Travniški čmrlj se pojavlja od maja do septembra. Matica se iz hibernacije prebudi spomadi in med travo na tleh ustvari gnezdo, ki je relativno majhno, saj v njem običajno živi manj kot 100 osebkov.
- Bombus humilis ssp. appeninus

V nasprotju z ostalimi vrstami čmrljev letajo travniški čmrlji predvsem v toplem delu dneva, podobno kot medonosne čebele. Matice in troti se v Sloveniji razvijejo avgusta.

## Habitat in ogroženost
Vrsta najpogosteje poseljuje obsežna travišča. V Srednji Aziji je travniški čmrlj gorska vrsta, saj živi na nadmorskih višinah med 3000 in 3900 metri. Najraje obiskuje črno deteljo, glavince in grašice. Vrsto najbolj ogroža izguba naravnega okolja zaradi intenzivnega kmetijstva.